# 川崎優 (タレント)
川崎 優（かわさき ゆう、12月26日 - ）は、日本のグラビアモデル、タレント、レースクイーンである。東京都出身。ファイティングアカデミー・ドラゴンテイル所属。

## 来歴・人物
普通自動車・大型自動二輪・第一種衛生管理者・危険物取扱者乙種4類・安全管理者・CAD利用技術者検定2級・3Dボディジュエル・開運未来流手相リーディングアドバイザー・Body alignment lab.ピラティスインストラクターの免許・資格を有している。神奈川県のファイティングアカデミー・ドラゴンテイルにてピラティス教室を開講。
自らを「おっさん」と名乗り、SNSでも「川崎優 (鬼ババ/おっさん)」表記を使用している。
また、チャームポイントとして日焼け肌・左サイドをツーブロックにしており、自己紹介時に「黒くて刈り上げのヤサグレ、川崎優」と名乗ることが多い。

## 活動
- motoGP
- 鈴鹿8時間耐久
- 全日本ロードレース
- スーパー耐久
- スーパーGT

### 雑誌
- ROAD RIDER
- カスタムピープル・GIRLS BIKER
- MOTO NAVI・RIDING SPORTS
- Performance BIKE・411・L/S
- その他国内外バイク系雑誌多数。

### DVD
- 隆行通信X